# Cantonul Brest-Lambézellec
Cantonul Brest-Lambézellec este un canton din arondismentul Brest, departamentul Finistère, regiunea Bretania, Franța.